# Poème

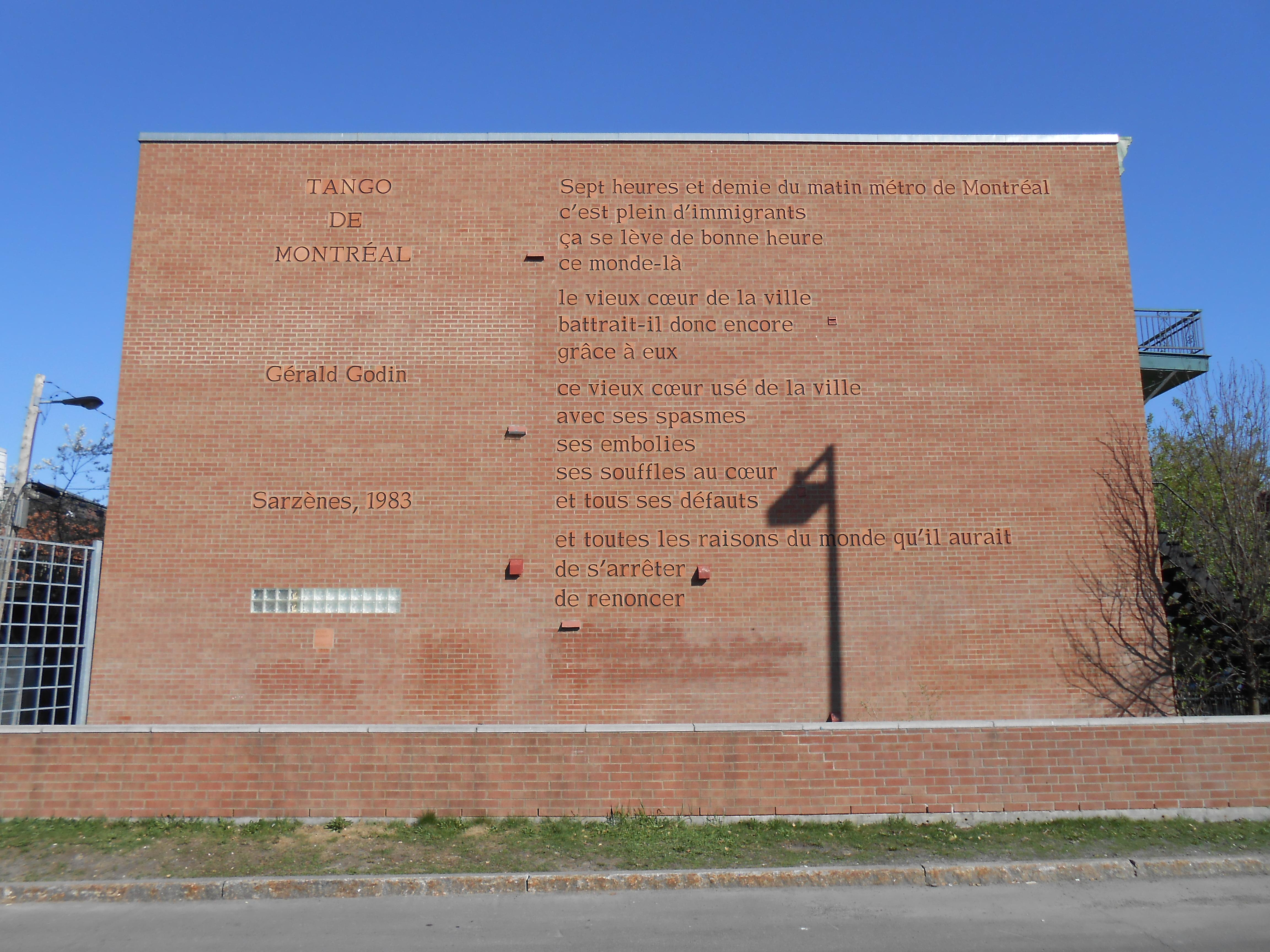
Poème Tango de Montréal de Gérald Godin reproduit sur un mur visible de la Place Gérald-Godin, à Montréal.

Pour les articles homonymes, voir poème (homonymie).
Cet article court présente un sujet plus développé dans : Poésie.
Un poème est un texte de poésie.

## Historique
Le terme « poème » a d'abord désigné tout texte écrit en vers, qu'il soit lyrique, dramatique ou épique. Ainsi en 1549, Joachim Du Bellay, dans Défense et illustration de la langue française présente le poème comme un « ouvrage en vers d'une assez grande étendue ». Il en est ainsi jusqu'au XVIIIe siècle, où apparaît pour la première fois la forme du poème en prose. Le terme ne désigne plus alors que ce qui correspond au genre de la poésie.